# 亞歷山大·洛吉諾夫
亞歷山大·洛吉諾夫（俄语：Александр Логинов，1992年1月31日—），俄羅斯冬季兩項運動員，他代表俄羅斯奧林匹克委員會隊參加了中國舉行的2022年冬季奧林匹克運動會，並且在混合接力比賽上獲得銅牌。